# Jaroslav Vohradník
Jaroslav Vohradník, zvaný Prďola (29. července 1950, Klášterská Lhota – 12. ledna 2011, Kuks) byl český hostinský. Rodák z Klášterské Lhoty se vyučil klempířem, ale po zaučení v restauraci Hankův dům ve Dvoře Králové nad Labem nastoupil v roce 1974 jako vedoucí provozovny podniku Jednota v Kuksu. Později si hostinec pronajal a působil zde až do své smrti. Byl známou postavou na Královédvorsku, Jaroměřsku a Královéhradecku. Podle jeho přezdívky, vzešlé z dobově populárního citátu „tak kdepak je ten prďola, co tady čepuje to pivo“ z filmu Jáchyme, hoď ho do stroje, získal i hostinec v Kuksu název U Prďoly.

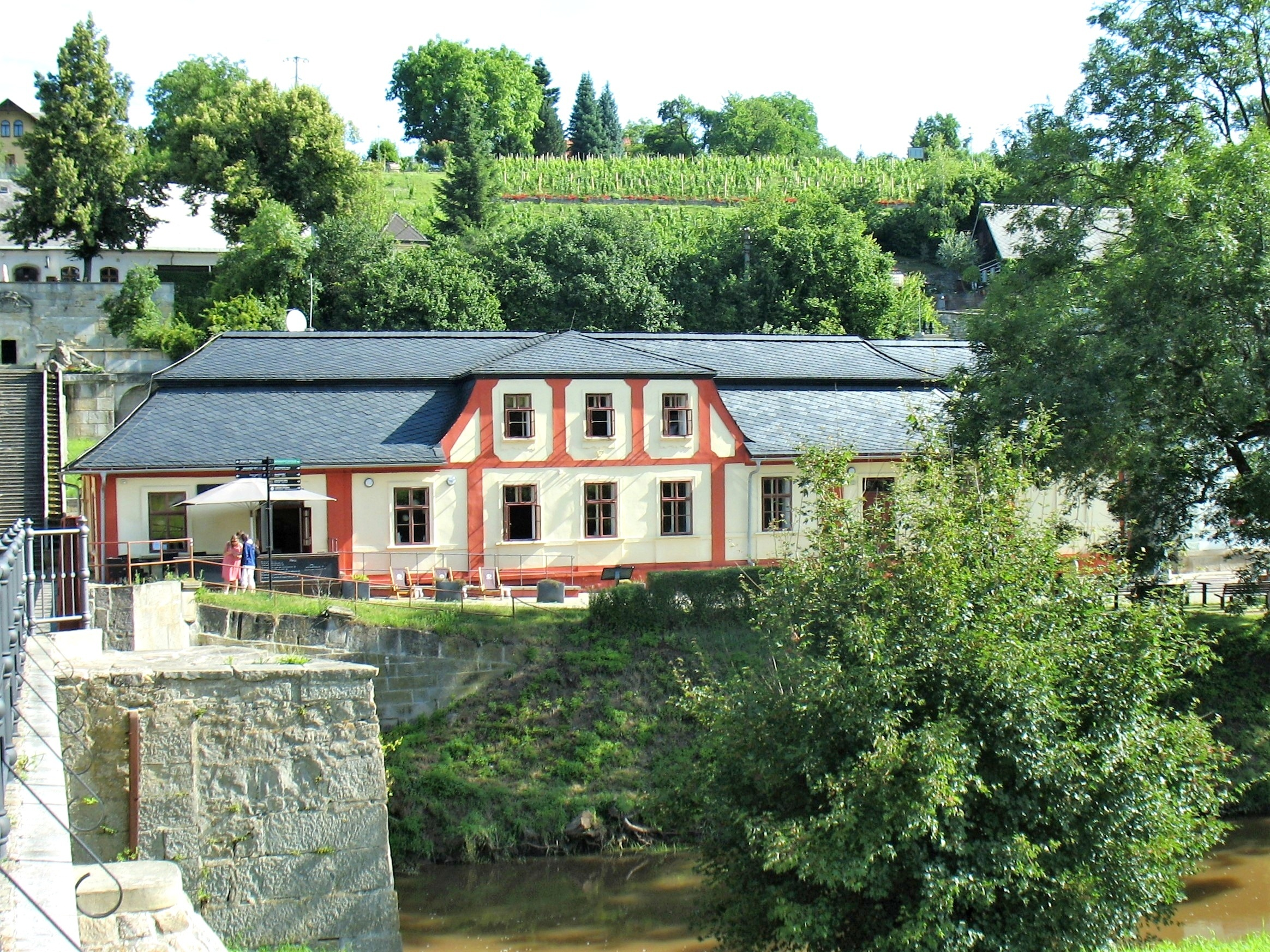
Hostinec v bývalém lázeňském domě čp. 57 na levém břehu Labe

Působil také několik let jako zastupitel obce Kuks. Ke konci první dekády 21. století se dostal do sporu s představiteli obce kvůli dalšímu osudu hostince. Obec Kuks se rozhodla pro kompletní rekonstrukci domu č. p. 57 zapsaného v seznamu národních kulturních památek. Společně s Královéhradeckým krajem založila v roce 2009 obecně prospěšnou společnost Revitalizace KUKS, aby z evropských dotací zajistila rekonstrukci zchátralé budovy.
Plán převodu nemovitého majetku včetně bývalé hospody U Prďoly na společnost byl předmětem veřejné diskuze a rozděloval občany obce. Změna majitele domu se na provozu hostince neprojevila a Jaroslav Vohradník byl hostinským až do své smrti. Zemřel náhle 12. ledna 2011 v důsledku embolie. Jeho úmrtí bylo zaznamenáno v regionálním tisku a na internetových stránkách. Posledního rozloučení v kostele Nejsvětější Trojice v Kuksu se zúčastnilo téměř 300 osob.

## Výroky, které rád používal
- Nazdar, bejvalej kamaráde
- Dobré jitro (patrně výraz přesvědčení, že den začíná až příchodem do restaurace)
- Pámbů Vás naklep
- Těšilonásdíkynashledanoupřijďtezas
- Táhněte na kopec, holoto
- Áno (při pokládání piva na stůl) – oblíbená hláška
- Chcípnu jak to děcko – z dob neabstinenčních